# خوان پابلو دی پاس
خوان پابلو دی پاس (انگلیسی: Juan Pablo Di Pace؛ زادهٔ ۲۵ ژوئیهٔ ۱۹۷۹) هنرپیشه، خواننده و کارگردان اهل آرژانتین است. وی از سال ۲۰۰۵ میلادی تاکنون مشغول فعالیت بوده‌است.
از فیلم‌ها یا برنامه‌های تلویزیونی که وی در آن نقش داشته‌است می‌توان به ماما میا! و جزیره بقا اشاره کرد.